# Vestre Slidre
Vestre Slidre ist eine Kommune im norwegischen Fylke Innlandet. Die Kommune hat 2142 Einwohner (Stand: 1. Januar 2025). Verwaltungssitz ist die Ortschaft Slidre.

## Geografie

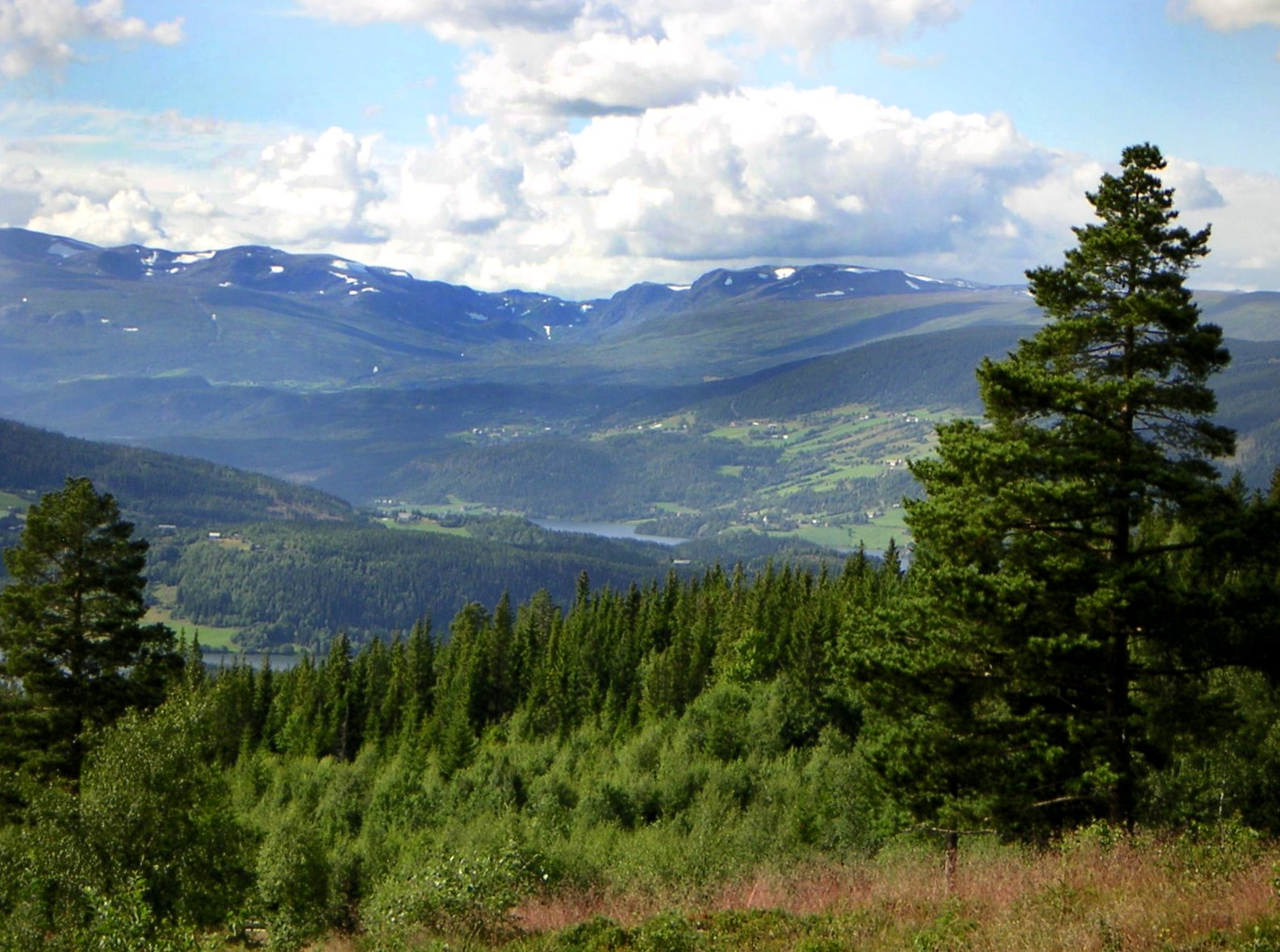
Blick auf Vestre Slidre

Vestre Slidre liegt im Südosten des Fylkes Innlandet in der Landschaft Valdres. Die Kommune grenzt im Nordosten an Øystre Slidre, im Südosten an Nord-Aurdal, im Südwesten an Hemsedal sowie im Nordwesten an Vang. Die Grenze zu Hemsedal bildet zugleich die Grenze zwischen den beiden Fylkern Innlandet und Buskerud. Im Nordosten der Kommune liegt das Haupttal von Vestre Slidre und darin der Slidrefjorden, ein schmaler und langgezogener See, an dessen Ostufer sich die Ortschaft Slidre befindet. An der Grenze zu Vang mündet die Begna in den See. Im Südwesten der Kommune liegt der See Storfjorden. Die Gesamtfläche der Kommune beträgt 457,11 km², wobei Binnengewässer zusammen 41,98 km² ausmachen.
Südwestlich des Haupttals befinden sich die höchsten Erhebungen der Kommune, diese erreichen über 1500 moh. Dort liegen auch mehrere Moorgebiete. Die Erhebung Blåkampen auf der Westgrenze zu Vang stellt mit einer Höhe von 1646 moh. den höchsten Punkt der Kommune Vestre Slidre dar. Auf der Nordostseite des Haupttals erreicht der höchste Berg 1001 moh. Rund 85 % des Areals liegen auf einer Höhe von über 600 moh.

## Einwohner
Der Großteil der Einwohner lebt auf der Nordostseite des Slidrefjordens, wo auch die Ortschaft Slidre liegt. Die Zahl der Einwohner hielt sich bis etwa 1990 lange Zeit stabil, bevor ein Rückgang eintrat. In der Gemeinde liegen zwei sogenannte Tettsteder, also zwei Ansiedlungen, die für statistische Zwecke als eine städtische Siedlung gewertet werden. Diese sind Røn mit 274 und Slidre mit 310 Einwohnern (Stand: 1. Januar 2024).
Die Einwohner der Gemeinde werden Vestreslidring genannt. Offizielle Schriftsprache ist wie in nur wenigen Kommunen in Innlandet Nynorsk, die weniger weit verbreitete der beiden norwegischen Sprachformen.
| Jahr          | 1986 | 1990 | 1995 | 2000 | 2005 | 2010 | 2015 | 2020 | 2025 |
| ------------- | ---- | ---- | ---- | ---- | ---- | ---- | ---- | ---- | ---- |
| Einwohnerzahl | 2470 | 2525 | 2458 | 2282 | 2245 | 2225 | 2180 | 2125 | 2142 |

## Geschichte
Die Kommune Vestre Slidre entstand im Jahr 1849, als Slidre in Vestre Slidre mit 3130 und Øystre Slidre 2406 Einwohner aufgeteilt wurde. Zum 1. Januar 1899 ging ein unbewohntes Gebiet von Øystre Slidre nach Vestre Slidre über. Bis zum 31. Dezember 2019 gehörte Vestre Slidre dem damaligen Fylke Oppland an. Dieses ging im Zuge der Regionalreform in Norwegen in das zum 1. Januar 2020 neu geschaffene Fylke Innlandet über.
Mehrere historische Funde in der Kommune – unter anderem das Gräberfeld von Gardberg – deuten auf eine frühe Besiedlung der Gegend hin. In Vestre Slidre steht ein Runenstein mit dem Namen Einangstein. In der Kommune befinden sich mehrere Kirchen. Die Stabkirche Lomen ist eine Stabkirche aus dem Jahr 1180. In der Ortschaft Slidre liegt der Slidredomen, eine Steinkirche aus dem Jahr 1170. Bei der Røn kyrkje und der Lomen kyrkje handelt es sich jeweils um Holzkirchen. Erstere wurde 1747 errichtet, letztere im Jahr 1914.

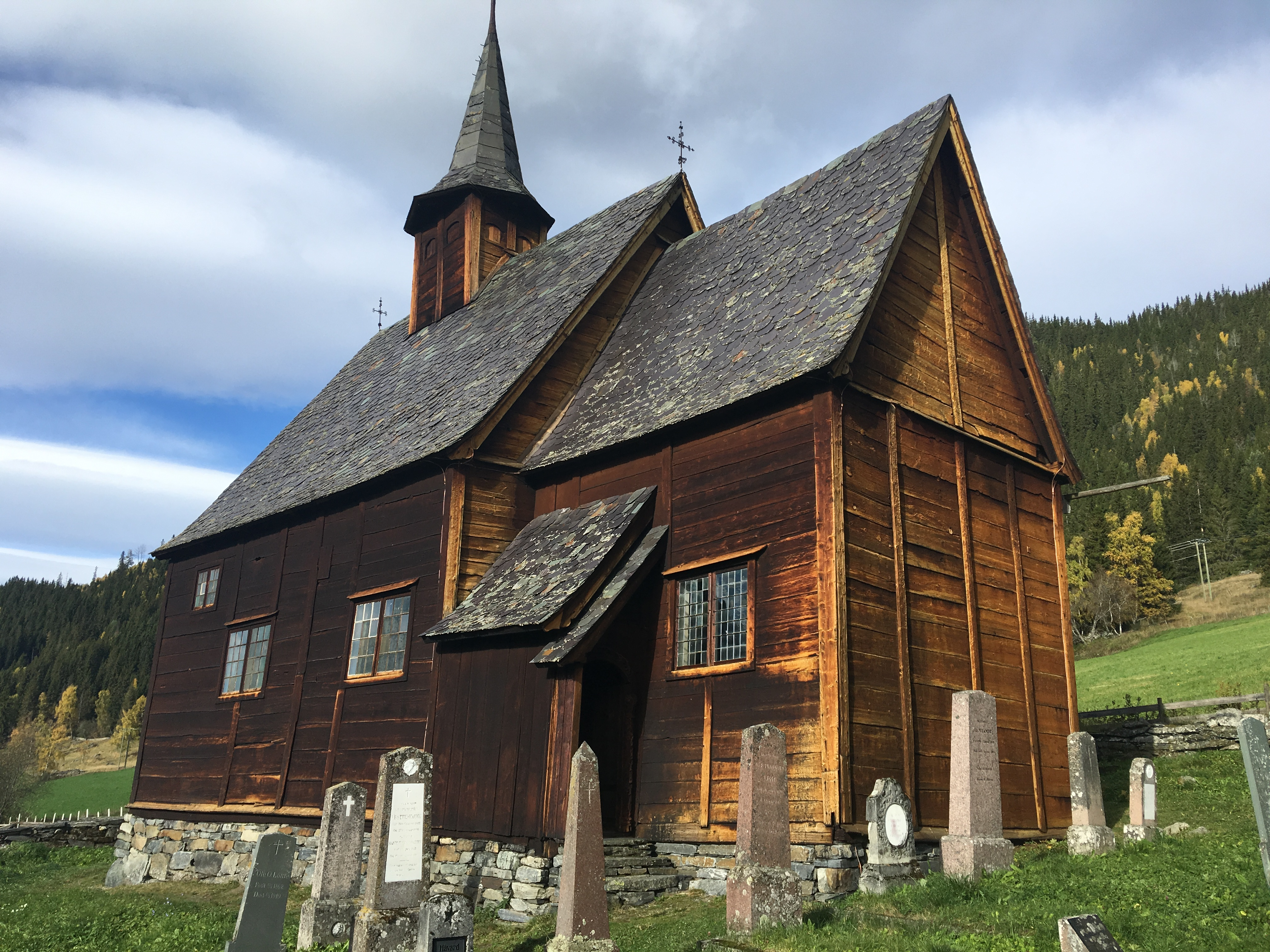
Stabkirche Lomen
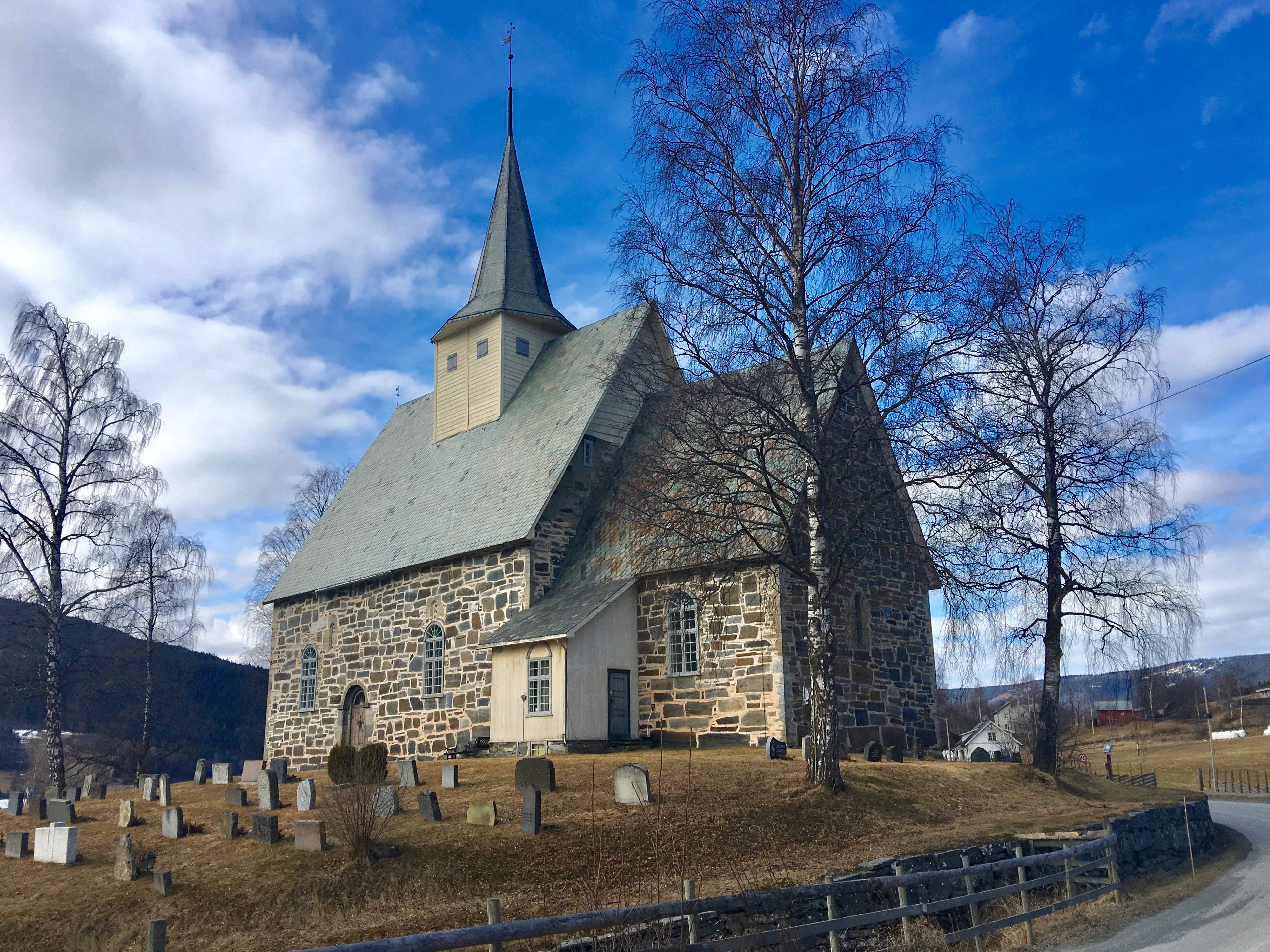
Slidredomen

## Wirtschaft und Infrastruktur

### Verkehr

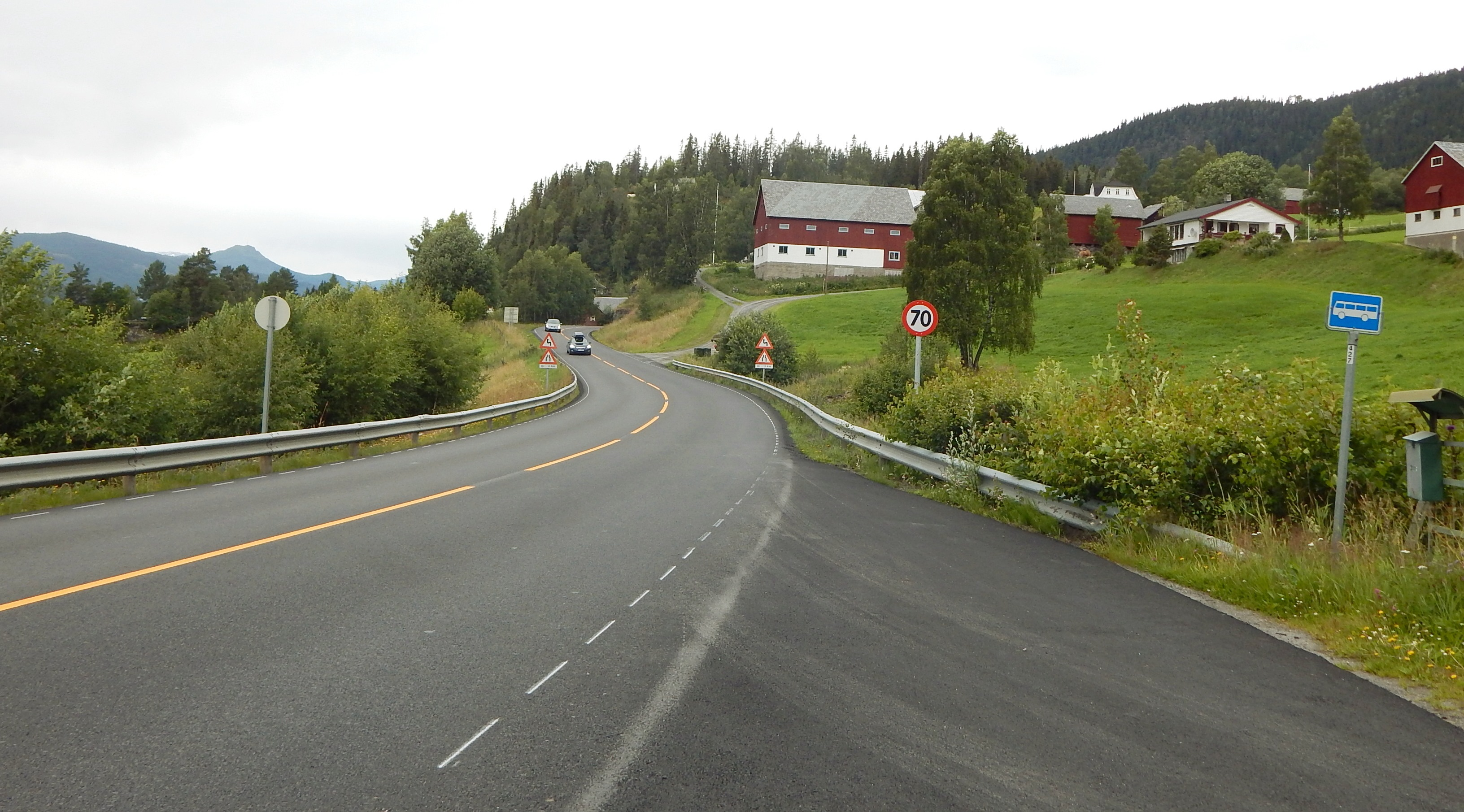
Die E16 in Vestre Slidre

Durch die Kommune führt am Nordostufer des Slidrefjorden die Europastraße 16 (E16). Diese verläuft in Vestre Slidre durch die Orte Slidre und Røn. An der Südwestseite des Sees verläuft der Fylkesvei 2476. Die E16 und der Fylkesvei sind am Nord- und Südufer des Sees sowie etwas südlich von Slidre an der Seeenge Einangsundet über Brücken verbunden.

### Wirtschaft
Die Landwirtschaft ist von größerer wirtschaftlicher Bedeutung. Typisch ist dabei vor allem die Milchproduktion mit mehrere Almen in der Kommune. Von Bedeutung ist auch die Forstwirtschaft und die Fischzucht. Im Bereich der Industrie ist vor allem die Lebensmittelindustrie vertreten. In der Kommune liegt das Wasserkraftwerk Lomen, das im Jahr 1983 in Betrieb genommen wurde. Es nutzt eine Fallhöhe von rund 308 Metern aus und hatte bis 2020 eine durchschnittliche Jahresproduktion von 171,5 GWh. Im Jahr 2021 arbeiteten von rund 1160 Arbeitstätigen etwa 590 in Vestre Slidre selbst. Etwa 330 Personen pendelten in die Nachbarkommune Nord-Aurdal.

## Name und Wappen
Das Motiv für das seit 1987 offizielle Wappen der Kommune wurde von einem am Slidredomen angebrachten Wappen übernommen. Der Gemeindename setzt sich aus den beiden Bereichen „Vestre“ (deutsch westlich) und „Slidre“ zusammen. Slidre wurde im Jahr 1264 im Kontext als de Slidrum sowie im Jahr 1363 als a Slidrom und Slidrum erwähnt. Ursprünglich war es der Name für den Pfarrhof. Die genaue Namensbedeutung ist unbekannt.